# Remember Me (datorspel)
Remember Me är ett actionspel från 2013 som släppts till Xbox 360 och Playstation 3.
I spelet följer du den kvinnliga protagonisten som utöver normala action plattformsmoment har möjlighet att gå in i minnen, spola fram och tillbaka och göra förändringar.
Spelet sålde dåligt trots relativt bra recensioner. 